# Mauritiella
Mauritiella ist eine Pflanzengattung innerhalb der Familie der Palmengewächse (Arecaceae). Die etwa fünf Arten kommen im tropischen Südamerika vor. Der Stamm dieser Fächerpalme ist mit Wurzeldornen besetzt.

## Beschreibung

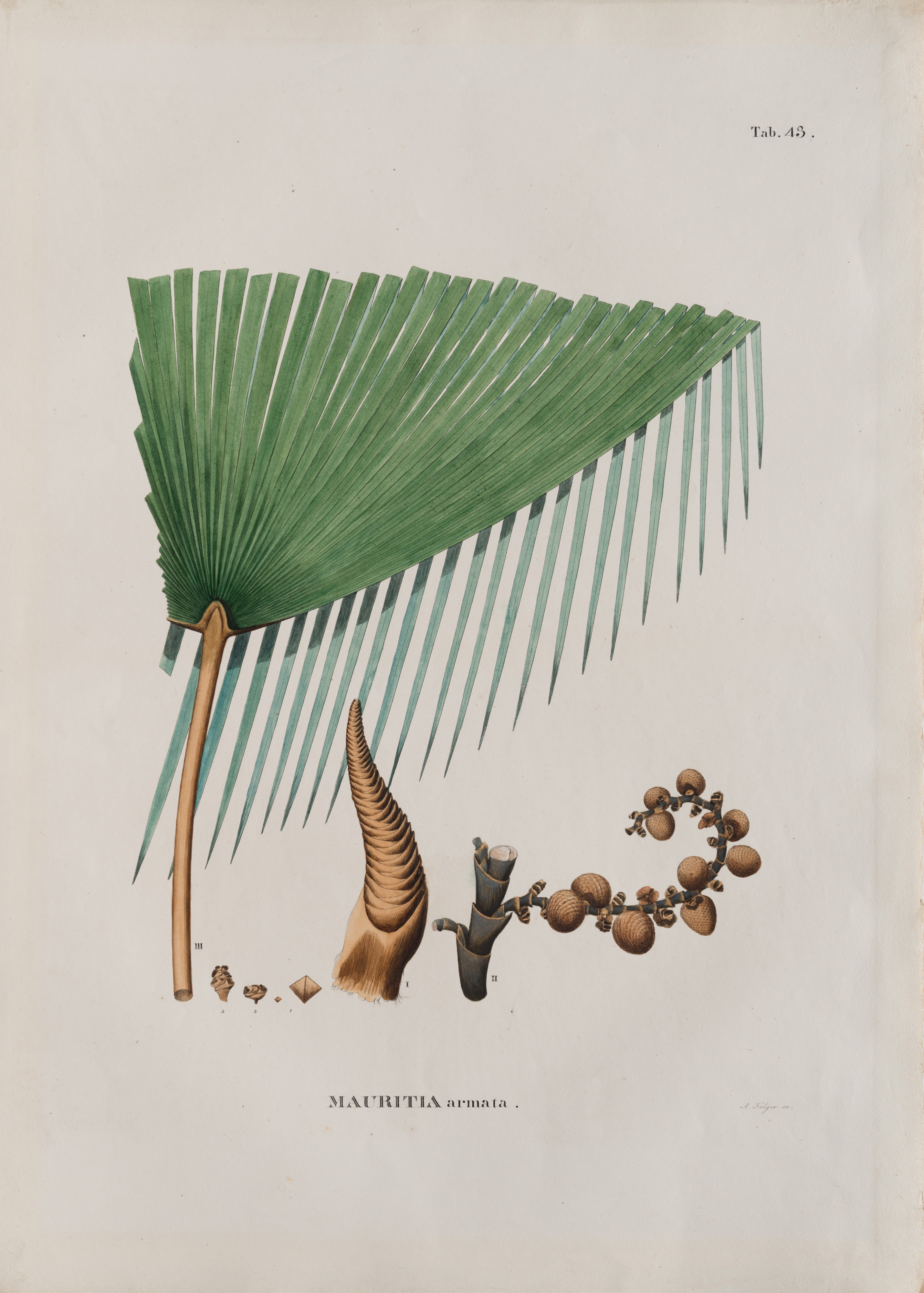
Illustration von Mauritiella armata aus Coleção Brasiliana Iconográfica

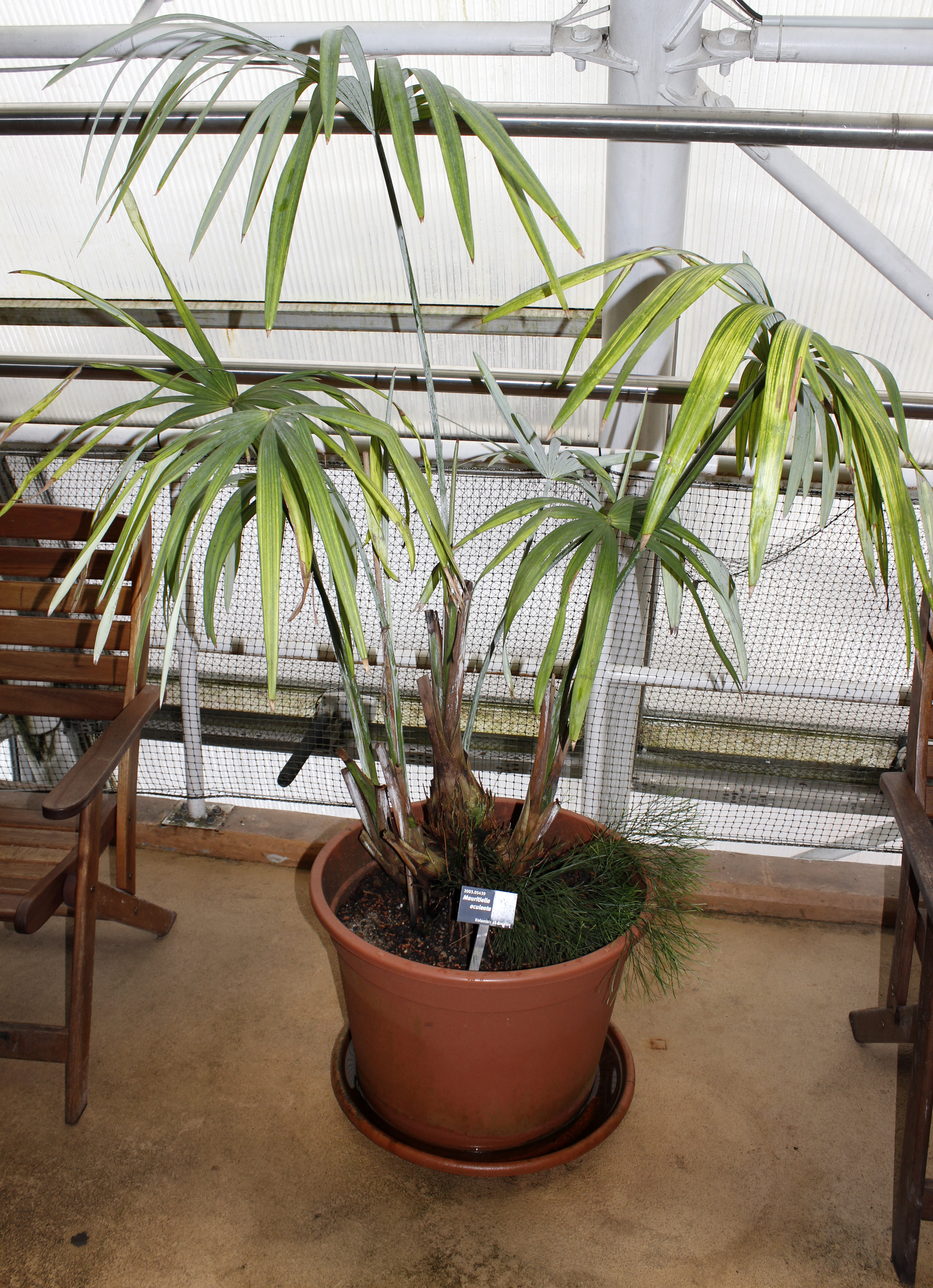
Mauritiella aculeata

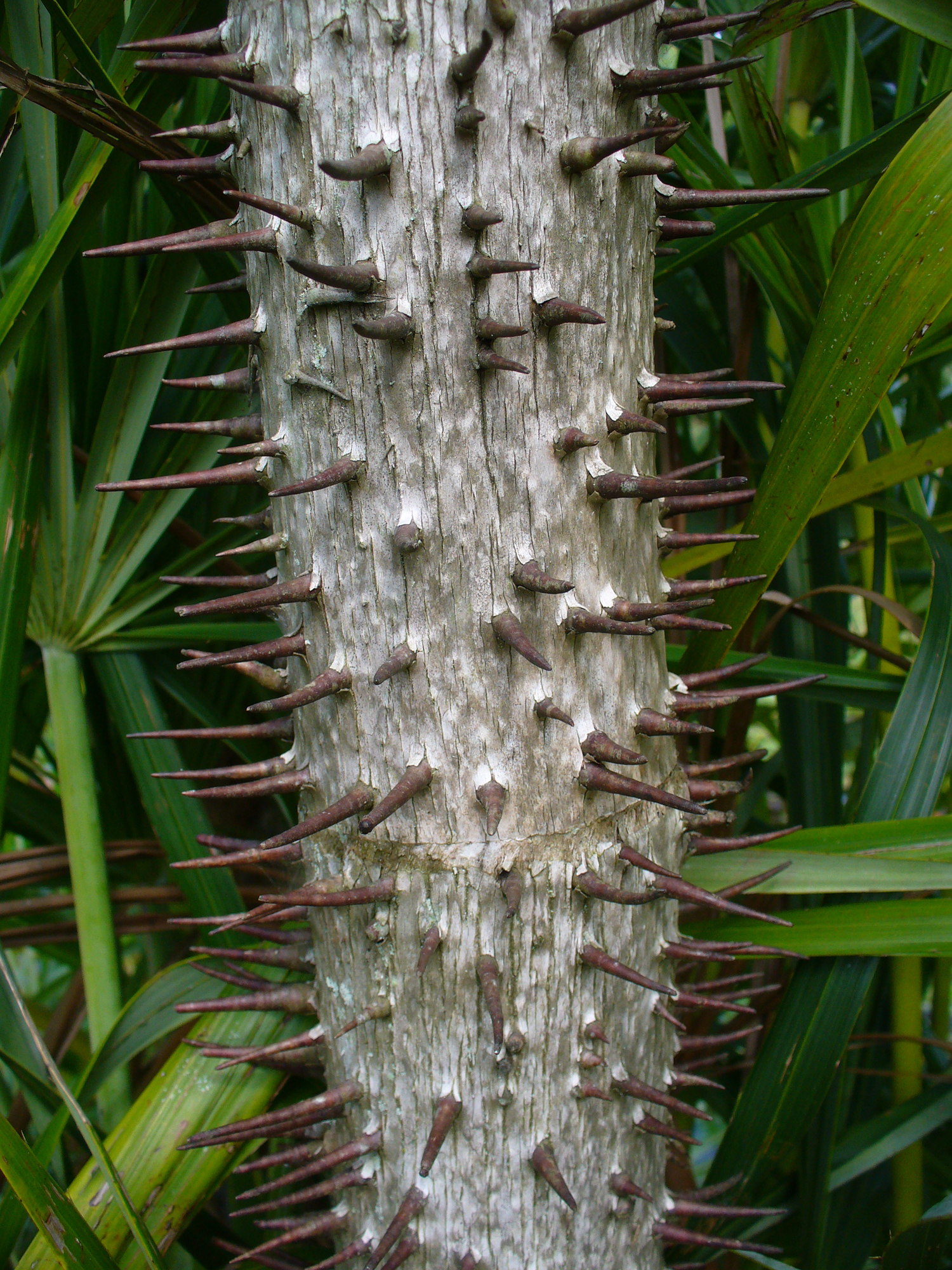
Stamm mit Wurzeldornen von Mauritiella armata

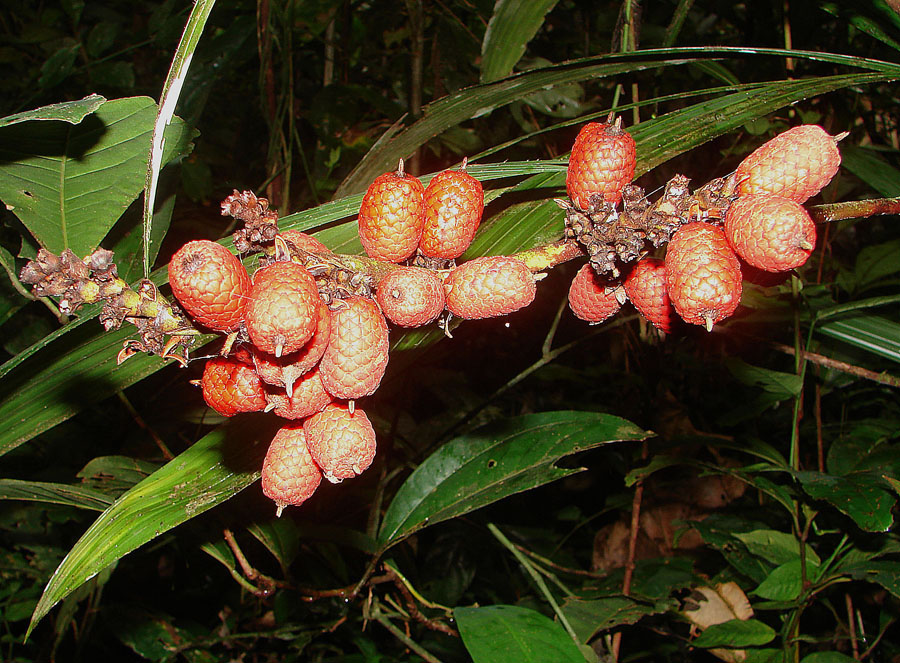
Früchte von Mauritiella armata

### Erscheinungsbild
Mauritiella-Arten sind mittelgroße, mehrstämmige Fächerpalmen mit aufrechten Stämmen. Der Stamm ist teilweise von den abgestorbenen Blattscheiden verdeckt, die unteren Bereiche sind frei. Die Internodien sind häufig mit dornartigen Adventivwurzeln besetzt.

### Blätter
Die Blätter sind handförmig zerteilt. Sie sind mittelgroß, reduplicat und kurz costapalmat. Der Blattstiel ist deutlich ausgebildet, glatt, unbewehrt und häufig mit Wachs überzogen. Die Blattspreite ist im Umriss annähernd kreisförmig. Entlang von abaxialen Falten ist die Spreite fast bis zum Ansatzpunkt zerteilt. Die Segmente sind zahlreich und einfach gefaltet. Ihr oberes Ende ist sehr kurz zweiteilig. Die Blattoberseite ist meist kahl, die Unterseite ist meist mit weißem Wachs und Schuppen besetzt.

### Blütenstände
Mauritiella-Arten sind zweihäusig getrenntgeschlechtig (diözisch).
Die Blütenstände stehen meist einzeln und zwischen den Blättern (interfoliar). Die männlichen und weiblichen Blütenstände sind recht ähnlich. Der Blütenstandsstiel ist kurz, das Vorblatt kurz, röhrig, zweikielig. Die zahlreichen Hochblätter am Blütenstandsstiel überlappen einander und stehen distich. Die Blütenstandsachse ist wesentlich länger als der -stiel. Die Hochblätter an der Achse sind ähnlich denen am Stiel, jedes trägt eine hängende oder abstehende Seitenachse erster Ordnung. An der Seitenachse steht ein kurzes, zweikieliges, röhriges Vorblatt und ein bis wenige leere distiche Hochblätter. Die folgenden Hochblätter sind röhrig und kurz, jedes trägt eine sehr kurze blütentragende Achse (Rachilla). 
Die männlichen Rachillae sind kätzchenähnlich. Auf das basale röhrige zweikielige Vorblatt folgen engstehende spiralig angeordnete Hochblätter, in denen je eine einzelne männliche Blüte mit einer röhrigen zweikieligen Brakteole steht. 
Die weiblichen Rachillae sind sehr kurz und ebenfalls kätzchenähnlich. Die Hochblätter stehen spiralig bis annähernd zweizeilig und tragen je eine einzelne weibliche Blüte.

### Blüten
Die männlichen Blüten sind symmetrisch. Der Kelch ist röhrig und kurz dreilappig. Die Krone ist an der Basis röhrig und hat drei lange, lederige Kronlappen, die wesentlich länger als der Kelch sind. Die sechs Staubblätter haben dicke, kantige, lange Staubfäden. Die Anthere sind länglich, basifix und latrors. Das Stempelrudiment ist sehr klein.
Der Pollen ist kugelig, die Keimöffnung ist monoporat. Die längste Achse misst 40 bis 55 Mikrometer.
Die weiblichen Blüten sind größer als die männlichen. Der Kelch ist röhrig und kurz dreilappig. Die Krone ist im unteren Drittel bis Hälfte verwachsen. Die sechs Staminodien sind seitlich mit ihren beiden Staubfäden verwachsen. Das Gynoeceum ist dreifächrig mit drei Samenanlagen. Die Samenanlagen sind anatrop. Die Oberfläche ist mit senkrechten Reihen von Schuppen besetzt. Der kurze Griffel endet in drei Narben.

### Früchte und Samen
Die Frucht ist rundlich, meist einsamig und trägt apikal Narbenreste. Das Exokarp ist mit zahlreichen senkrechten Reihen von rötlich-braunen Schuppen besetzt. Das Mesokarp ist eher dick und fleischig. Das Endokarp ist kaum ausdifferenziert. Je Frucht wird meist ein Samen gebildet. Der Samen ist rund bis ellipsoid und sitzt basal. Die Testa ist dünn, das Endosperm homogen.

### Chromosomensätze
Die Chromosomenzahl beträgt 2n = 30.

## Vorkommen
Mauritiella-Arten kommen im nördlichen Südamerika vor.
Mauritiella-Arten wachsen vorwiegend im Tiefland und sind charakteristische Vertreter der Ufervegetation von Schwarzwasser-Flüssen.

## Systematik
Die Gattung Mauritiella wurde 1935 durch Karl Ewald Maximilian Burret in Notizblatt des Botanischen Gartens und Museums zu Berlin-Dahlem, Band 12, Seite 609 aufgestellt. Der Gattungsname Mauritiella ist die Verkleinerungsform Gattung Mauritia, mit der sie nahe verwandt ist.
Die Gattung Mauritiella Burret wird innerhalb der Familie Arecaceae in die Unterfamilie Calamoideae, die Tribus Lepidocaryeae und die Subtribus Mauritiinae gestellt. 
Es gibt seit 2021 etwa fünf Arten:
- Mauritiella aculeata (Kunth) Burret: Das Verbreitungsgebiet reicht vom südöstlichen Kolumbien bis ins nördliche Brasilien.[2]
- Mauritiella armata (Mart.) Burret: Sie gedeiht im tropischen Südamerika.[2]
- Mauritiella disticha E.M.B.Prata, A.V.G.Oliveira, Cohn-Haft, Emilio & C.D.Bacon: Sie wurde 2021 aus dem brasilianischen Amazonas erstbeschrieben.[2]
- Mauritiella macroclada (Burret) Burret: Sie kommt im westlichen Kolumbien und westlichen Ecuador vor.[2]
- Mauritiella pumila (Wallace) Burret: Sie kommt im südöstlichen Kolumbien und südwestlichen Venezuela vor.[2]